# Karanganyar (Klari)
Karanganyar is een bestuurslaag in het regentschap Karawang van de provincie West-Java, Indonesië. Karanganyar telt 10.121 inwoners (volkstelling 2010).